# Ariane à front vert
Ramosomyia viridifrons
Espèce
Statut de conservation UICN

 LC  : Préoccupation mineure
Statut CITES
L'Ariane à front vert (Ramosomyia viridifrons, syn. :Leucolia viridifrons) est une espèce de colibris.

## Répartition
Cet oiseau peuple le sud du Mexique et l'ouest du Guatemala.

## Habitat
Ses habitats sont les forêts tropicales et subtropicales humides de basses altitudes, la végétation sèche de broussailles, ainsi que les jardins en campagne et les aires urbaines.

Carte de répartition de l'espèce

## Sous-espèces
D'après Alan P. Peterson, 2 sous-espèces ont été décrites :
- Amazilia viridifrons viridifrons (Elliot, 1871) ;
- Amazilia viridifrons wagneri (A. R. Phillips, 1966) (maintenant reconnue comme une espèce à part entière).